# Леннарт Юганссон
Леннарт Юганссон (швед. Lennart Johansson; нар. 5 листопада 1929, Стокгольм, Швеція — пом. 4 червня 2019) — шведський футбольний функціонер.

## Біографія
Президент УЄФА (1990—2007), рекордсмен за тривалістю перебування на цій посаді.
26 січня 2007 року в результаті голосування поступився цією посадою Мішелю Платіні. Віце-президент ФІФА, в 1998 році був кандидатом на пост президента, але поступився Зеппу Блаттеру.
Також до 2005 року був президентом футбольної команди — стокгольмського клубу АІК.
У 2005 році удостоєний золотої медалі за видатні заслуги перед шведської культурою, наукою і суспільством.

## Нагороди
- Орден «За заслуги» I ступеня (2 листопада 1999 р.)[8].
- Орден князя Ярослава Мудрого III ступеня (29 листопада 2006 р.) — за визначний особистий внесок у підтримку футболу в Україні, розвиток європейського футбольного руху[9].